# 군위군·선산군 (1988년 선거구)
군위군·선산군은 대한민국의 옛 국회의원 선거구이다. 당시 경상북도 군위군, 선산군 지역을 관할했다.

## 역사
제13대 국회의원 선거를 앞두고 구미시·군위군·선산군·칠곡군 선거구에서 분리되면서 신설되었다.
1995년 1월, 구미시와 선산군이 통합되면서 통합 구미시가 출범했다. 이에 제15대 국회의원 선거를 앞두고 선산군 지역은 구미시 을 선거구에 편입되었으며 군위군은 칠곡군과 함께 군위군·칠곡군 선거구를 이루게 됨에 따라 폐지되었다.

## 역대 국회의원
| 선거   | 정당 | 정당       | 의원   |
| ------ | ---- | ---------- | ------ |
| 1988년 |      | 민주정의당 | 김윤환 |
| 1992년 |      | 민주자유당 | 김윤환 |

## 역대 선거 결과

### 대한민국 제13대 국회의원 선거
|  | 76.16% |

|  | 12.27% |

|  | 11.55% |

### 대한민국 제14대 국회의원 선거
|  | 61.49% |

|  | 32.70% |

|  | 3.30% |

|  | 2.49% |